# Capillaria feliscati
Capillaria feliscati (Syn. Pearsonema feliscati) ist ein in der Harnblase von Säugetieren parasitierender Haarwurm. Er tritt weltweit bei Hunden und Katzen auf, die Infektion ist allerdings selten. Als Erregerreservoir dienen vermutlich Wildtiere. Bei verwilderten Hauskatzen wurde in Deutschland eine Befallsrate von bis zu 2,7 % ermittelt.
Adulte C. feliscati sind 30–60 (♀) beziehungsweise 13–30 mm (♂) lang, fadenförmig und leben frei auf der Schleimhaut der Harnblase. Die von den Wurmweibchen produzierten Eier sind 60 × 25 µm groß und bedeckelt. Sie werden über den Urin ausgeschieden.
C. feliscati ruft selten Krankheitserscheinungen hervor. Bei stärkerem Befall kann es zu einer Harnblasenentzündung mit leichtem Fieber, Harndrang und Harninkontinenz kommen. Die Infektion heilt meist von allein aus, wenn es nicht zu ständigen Reinfektionen kommt. Zur Therapie können Levamisol, Fenbendazol, Albendazol und Ivermectin eingesetzt werden. 